# Кочнева, Надежда Яковлевна
Надежда Яковлевна Кочнева (15 октября 1927, Макушино, Уральская область — 1 декабря 2012, Курган) — советский железнодорожник, осмотрщик вагонного депо Курган Южно-Уральской железной дороги, общественный деятель, Герой Социалистического Труда (1981).

## Биография
Родилась 15 октября 1927 года в семье железнодорожников на станции Макушино Макушинского сельсовета Макушинского района Курганского округа Уральской области, ныне в черте города Макушино Макушинского муниципального округа Курганской области.
В 1945 году окончила среднюю школу и поступила Алапаевский геологоразведочный техникум. Но учиться не пришлось, из-за болезни мамы вернулась домой. Окончила краткосрочные курсы бухгалтеров в городе Челябинск. Направление получила на Челябинский тракторный завод, работала расценщицей, кассиром в домоуправлении дистанции гражданских сооружений.
В 1947 году вернулась в родной город Макушино, работала кассиром в НГЧ-2 станции Макушино. В 1952 году перешла работать к вагонникам, продолжила семейную традицию. Трудилась отметчиком колёсных пар и осмотрщиком-автоматчиком на пункте технического осмотра той же станции Макушино. В ноябре 1961 года переведена на работу осмотрщиком-автоматчиком вагонного депо станции Курган и до ухода на заслуженный отдых трудилась здесь.
Работу на транспорте совмещала с общественными делами. Была общественным инспектором по безопасности движения поездов, партгруппоргом смены, трижды её избирали членом Первомайского райкома КПСС города Кургана, делегатом XVII и XVIII съездов профсоюзов железнодорожников.
Указом Президиума Верховного Совета СССР от 2 апреля 1981 года за выдающиеся производственные достижения, досрочное выполнение заданий десятой пятилетки и социалистических обязательств Кочневой Надежде Яковлевне присвоено звание Героя Социалистического Труда с вручением ордена Ленина и золотой медали «Серп и Молот».
Жила в городе Кургане Курганской области.
Надежда Яковлевна Кочнева умерла 1 декабря 2012 года .

## Награды
- Герой Социалистического Труда, 2 апреля 1981 года[6]
  - Медаль «Серп и Молот»
  - Орден Ленина
- Орден Ленина
- Орден «Знак Почёта»
- Юбилейная медаль «За доблестный труд. В ознаменование 100-летия со дня рождения Владимира Ильича Ленина»
- Медаль «Ветеран труда»
- Знак «Почётному железнодорожнику», 1973 год
- Звание «Почётный работник Южно-Уральской железной дороги»
- Звание «Почётный гражданин Курганской области», 24 января 2011 года[7]

## Семья
Сын Виктор Игоревич. Внук Сергей работает в вагонном депо сварщиком.